# 王澍寰
王澍寰（1924年12月12日—2013年10月8日），北京人。中华人民共和国医学家，中国工程院院士。

## 生平
毕业于北京大学医学院，1959年，在北京积水潭医院创建了中国第一个手外科，后任北京积水潭医院名誉院长，著有《手外科学》。1997年当选为中国工程院院士。1999年，获何梁何利科学与进步奖。